# Don Covay
Don Covay est un chanteur et compositeur de musique soul américain, né le 24 mars 1936 à Orangeburg, Caroline du Sud, et mort le 31 janvier 2015 à Franklin Square dans l'État de New York.
Il marque la soul des années 1960 par ses compositions pour Solomon Burke ou Aretha Franklin. Il est membre du Soul Clan chez Atlantic Records en 1968 avec Arthur Conley, Joe Tex et Solomon Burke. Sa chanson Mercy Mercy est reprise par les Rolling Stones.

## Biographie

### Jeunesse
Donald Randolph naît à Orangeburg en Caroline du Sud. Son père est pasteur baptiste. Après la mort de celui-ci, sa femme et ses cinq enfants s'installent à Washington. Randolph chante dans le groupe de gospel familial, les Cherry Keys.

### Carrière musicale

#### Interprète
Le chanteur rejoint le groupe de doo-wop The Rainbows et adopte le nom de scène Don Covay. Ils enregistrent le single Shirley en 1956, avant de se séparer l'année suivante. Covay devient le chauffeur de Little Richard et chante en première partie de ses spectacles. Son premier single, Bip Bip Bop, qu'il enregistre sous le pseudonyme Pretty Boy, est produit par Little Richard. Son single Pony Time enregistré en 1961 avec The Goodtimers se classe 60e du hit parade pop établi par le magazine Billboard. Repris par Chubby Checker, le morceau décroche la 1re place du Hot 100. Covay enregistre son plus grand succès, Mercy Mercy, en 1964. Le titre se classe 35e du Hot 100 et est repris par les Rolling Stones sur l'édition américaine de leur album Out of Our Heads,. En 1968, avec Arthur Conley, Joe Tex et Solomon Burke, il fait partie du Soul Clan assemblé par Atlantic Records.

#### Compositeur
Dans les années 1960, Covay fait partie des compositeurs travaillant au Brill Building. Ses chansons sont interprétées par des artistes comme Solomon Burke, Gladys Knight and the Pips et Little Richard,. En 1967, Aretha Franklin interprète l'une de ses compositions, Chain of Fools, qui se classe no 2 du Hot 100 et no 1 du classement Rhythm & Blues. Le morceau figure dans la liste des 500 plus grandes chansons de tous les temps établie par le magazine musical américain Rolling Stone et permet à la chanteuse de remporter un Grammy award,.

## Discographie

### Albums
- Mercy! (1965)
- See Saw (1966)
- The House of Blue Lights (1969)
- Country Funk (1970)
- Different Strokes for Different Folks (1971)
- Super Dude (1973)
- Hot Blood (1975)
- Travelin' in Heavy Traffic (1976)
- Funky Yo Yo (1977)
- Adlib (2000)

### Singles
- Twistin' Train (1961)
- Pony Time (1961) - #60 Billboard
- Mercy Mercy (1964) #35
- Seesaw (1965) #44
- I Was Checkin' Out She Was Checkin (1973)

### Composition
- Chain of Fools – Aretha Franklin
- Letter Full of Tears – Gladys Knight & The Pips
- I Don't Know What You Got – Little Richard